# Epithelantha

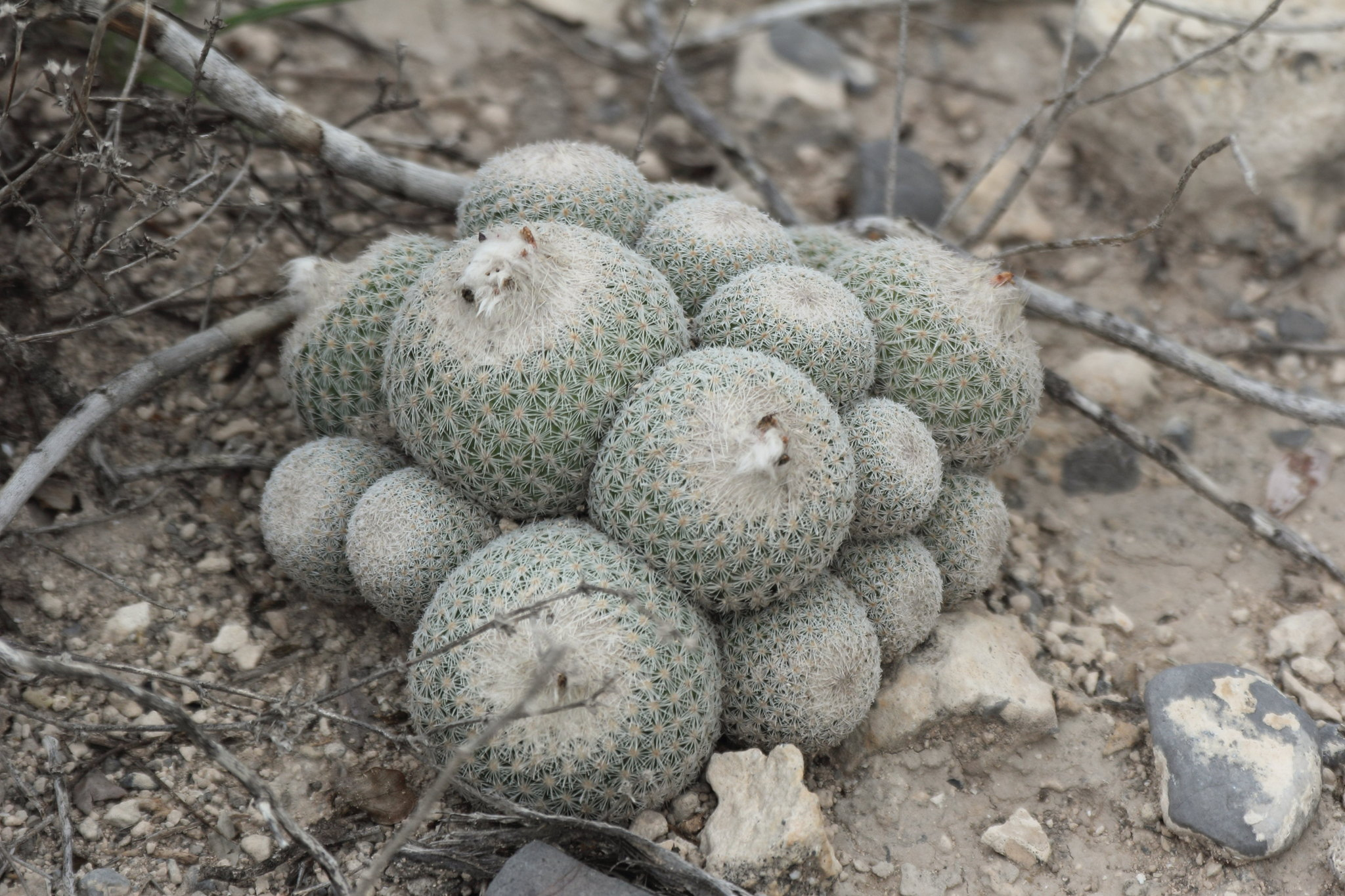
Epithelantha greggii

Epithelantha ist eine Pflanzengattung aus der Familie der Kakteengewächse (Cactaceae). Der botanische Name der Gattung leitet sich von den altgriechischen Worten ὲπί epi für „auf“, θηλή thele für „Brustwarze“, „Zitze“ übertragen „Warze“ und ἄνθος anthos für „Blüte“ oder „Blume“ ab und bedeutet Blüte auf der Warze.

## Beschreibung
Die Arten der Gattung Epithelantha wachsen einzeln bis vieltriebig und sind in Hinblick auf ihre Größe, Bedornung, Habitus und Farbe sehr variabel. Die gedrückt kugelförmigen Triebe erreichen Durchmesser von 1 bis 6 Zentimeter. Sie sind warzig und von Dornen verdeckt. An der Spitze der 1 bis 3 Millimeter langen Warzen befinden sich kleine Areolen aus denen 19 bis 38 weiße bis hellgelbe Dornen entspringen, die nicht in Mittel- und Randdornen unterschieden werden können.
Die glockenförmigen Blüten erscheinen aus den jungen Areolen an der Triebspitze. Sie sind weiß bis rosarot und erreichen Durchmesser von 3 bis 12 Millimeter. Ihr Blütenbecher ist kahl.
Die roten, kahlen, nicht aufreißenden Früchte sind keulenförmig, zwischen 3 und 18 lang und enthalten wenige, ovale, glänzend schwarzen Samen von 1 bis 1,5 Millimeter Länge.

## Systematik und Verbreitung
Die Arten der Gattung Epithelantha sind in den US-amerikanischen Bundesstaaten Ost-Arizona, New Mexico und West-Texas sowie den mexikanischen Bundesstaaten Coahuila, San Luis Potosí und Nuevo León verbreitet.
Die ersten Pflanzen wurden durch William H. Emory entdeckt und 1856 von George Engelmann als Mammillaria micromeris beschrieben. Sie ist die Typusart der Gattung. Frédéric Albert Constantin Weber listete 1898 Epithelantha als ein Synonym zu Mammillaria micromeris, beschrieb die Gattung jedoch nicht. Die gültige Erstbeschreibung der Gattung erfolgte 1922 durch Nathaniel Lord Britton und Joseph Nelson Rose.

### Systematik nach D.Aquino et al. (2019) und N.Korotkova et al. (2021)
Zur Gattung Epithelantha gehören die Arten:
- Epithelantha bokei L.D.Benson
- Epithelantha cryptica D.Donati & Zanov.
- Epithelantha greggii (Engelm.) Orcutt
- Epithelantha ilariae D.Donati & Zanov.
- Epithelantha micromeris (Engelm.) Britton & Rose
- Epithelantha pachyrhiza (W.T.Marshall) Backeb.
- Epithelantha polycephala Backeb.
- Epithelantha potosina (D.Donati & Zanov.) D.Aquino & S.Arias
- Epithelantha pulchra (D.Donati & Zanov.) D.Aquino & S.Arias
- Epithelantha spinosior C.Schmoll

Ein Synonym der Gattung ist Cephalomamillaria Frič (1925).

### Systematik nach E.F.Anderson/Eggli (2005)
Zur Gattung Epithelantha gehören die beiden Arten:
- Epithelantha bokei L.D.Benson
- Epithelantha micromeris (Engelm.) F.A.C.Weber ex Britton & Rose
  - Epithelantha micromeris subsp. micromeris
  - Epithelantha micromeris subsp. greggii (Engelm.) N.P.Taylor ≡ Epithelantha greggii (Engelm.) Orcutt
  - Epithelantha micromeris subsp. pachyrhiza (W.T.Marshall) N.P.Taylor ≡ Epithelantha pachyrhiza (W.T.Marshall) Backeb.
  - Epithelantha micromeris subsp. polycephala (Backeb.) Glass ≡ Epithelantha polycephala Backeb.
  - Epithelantha micromeris subsp. unguispina = Epithelantha spinosior C.Schmoll

Ein Synonym der Gattung ist Cephalomamillaria Frič (1925).

## Nachweise

## Weiterführende Literatur
- Davide Donati, Carlo Zanovello: Epithelantha: nuovi dati su ontogenia, fertilità, simpatria e revisione del genere. In: Piante Grasse. Nummer 4, 2010, S. 165–187 (PDF; 784 kB).
- Davide Donati, Carlo Zanovello: Epithelantha 2011. The Cactus Trentino Sudtirol Society, 2011.